# Volcán El Escondido
El Escondido es un volcán, ubicado en el Nor-Oriente del Departamento de Caldas, Colombia, en la Selva de Florencia (Corregimiento de Florencia, municipio de Samaná), a 1700 m s. n. m., su última actividad es menor a 30.000 años. Al momento se desconoce el estado del volcán, pero se asume que está dormido.

## Descubrimiento
En el año 2013, el Servicio Geológico Colombiano reconoció la existencia de un nuevo foco volcánico, durante investigaciones acerca del cercano Volcán San Diego. En el año 2015 se hace público el descubrimiento.